# Arrondissements de l'Aube
Le département de l'Aube comprend trois arrondissements.

## Composition
| Nom                                | Code Insee | Superficie (km2) | Population (dernière pop. légale) | Densité (hab./km2) | Modifier             |
| ---------------------------------- | ---------- | ---------------- | --------------------------------- | ------------------ | -------------------- |
| Arrondissement de Bar-sur-Aube     | 101        | 1 240,10         | 26 878 (2022)                     | 22                 | modifier les données |
| Arrondissement de Nogent-sur-Seine | 102        | 1 223,60         | 53 884 (2022)                     | 44                 | modifier les données |
| Arrondissement de Troyes           | 103        | 3 540,40         | 230 314 (2022)                    | 65                 | modifier les données |
| Aube                               | 10         | 6 004,00         | 311 076 (2022)                    | 52                 | modifier les données |

## Histoire
- 1790 : création du département avec six districts : Arcis-sur-Aube, Bar-sur-Aube, Bar-sur-Seine, Ervy, Nogent-sur-Seine, Troyes
- 1800 : création des arrondissements : Troyes, Arcis-sur-Aube, Bar-sur-Aube, Bar-sur-Seine, Nogent-sur-Seine
- 1926 : suppression des arrondissements d'Arcis-sur-Aube et Bar-sur-Seine